# Maple Heights
Maple Heights ist eine City und Vorort von Cleveland im Cuyahoga County, Ohio, Vereinigte Staaten. Das U.S. Census Bureau ermittelte bei der Volkszählung 2020 eine Einwohnerzahl von 23.701.
Maple Heights hat 13,4 Quadratkilometer Fläche und liegt in der Nachbarschaft von anderen Vorstädten Clevelands. Im Norden grenzt Maple Heights direkt an die Stadt Cleveland und an Warrensville Heights, im Süden an Bedford und Walton Hills, im Süden an Bedford Heights und im Westen an Garfield Heights.

## Geschichte
Benjamin Fitch aus Connecticut war 1813 der erste Siedler in diesem Gebiet. John Dunham kam 1817 und baute einen Weg, dort wo heute die Dunham Road entlangführt. Nachdem am 4. Juli 1827 das Teilstück des Ohio-Erie-Kanals zwischen Cleveland und Akron eröffnet worden war, bot diese Straße einen Zugang zum Kanal. Dies bedeutete einen weiteren Aufschwung für die Gegend. 1849 wurde hier eine Station der Cleveland & Pittsburgh Railroad eröffnet, 1881 folgte die Connotton Valley Railroad. Die Akron, Bedford & Cleveland Interurban Line war die erste jener elektrifizierten Vorortelinien, die die Entwicklung der Vorstädte Clevelands Ende des 19. und Anfang des 20. Jahrhunderts ermöglichten. Sie fuhr von 1895 bis 1932.
Im Juli 1915 wurde Maple Heights eine eigenständige Gemeinde im Nordwestteil des Bedford Townships. Die rasch wachsende Gemeinde im Speckgürtel von Cleveland wurde wie die Nachbarorte Garfield Heights oder Bedford Heights in den frühen 1930er-Jahren zur Stadt. Den City-Status hat Maple Heights seit 1. Januar 1932.

## Bildung
Das öffentliche Bildungssystem der Stadt umfasst sechs Schulen. Es gibt die Maple Heights High School und die Milkovich Middle School sowie die Grundschulen Dunham Elementary, Raymond Elementary, Rockside Elementary  und Stafford Elementary. Die Grundschulen haben jeweils nur bestimmte Klassenstufen anzubieten, sodass die Gleichaltrigen in einem Gebäude zusammengefasst sind und nach zwei Schuljahren die Schule wechseln. Der geplante stufenweise Neubau mehrerer Schulen durch die Stadt wird hier Abhilfe schaffen.

## Söhne und Töchter der Stadt
- Henry Mancini (1924–1994), Komponist
- Mary Oliver (1935–2019), Schriftstellerin und Pulitzer-Preisträgerin